# Бамберг (район)
Бамберг (нем. Bamberg) — район в Германии, в  административном округе Верхняя Франкония Республики Бавария. Центр района — город земельного подчинения Бамберг, официально в состав района не входит. Региональный шифр — 09 471. Регистрационные номера транспортных средств (нем. Kraftfahrzeugkennzeichen) — BA.
По данным на 31 декабря 2015 года:
- территория — 116 783,61 га;[3]
- население  — 145 570 чел.;[1][4]
- плотность населения — 124,65 чел./км²;
- землеобеспеченность с учётом внутренних вод — 8022,51 м²/чел.

## Население
По оценке на 31 декабря 2015 года население района составляет 145 570 человек.
| Дата      | 1840.12.01 | 1871.12.01 | 1900.12.01 | 1925.06.16 | 1939.05.17 | 1950.09.13 | 1961.06.06 | 1970.05.27 | 1987.05.25 | 2004.12.31 | 2005.12.31 | 2006.12.31 | 2007.12.31 | 2008.12.31 |
| Население | 63 772     | 67 706     | 65 574     | 68 145     | 70 333     | 94 751     | 95 267     | 106 658    | 119 829    | 144 831    | 144 825    | 144 993    | 144 949    | 144 524    |
| Дата      | 2009.12.31 | 2010.12.31 | 2011.05.09 | 2011.12.31 | 2012.12.31 | 2013.12.31 | 2014.12.31 | 2015.12.31 | 2016.12.31 | 2017.12.31 | 2018.12.31 | 2019.12.31 | 2020.12.31 | 2021.12.31 |
| Население | 144 442    | 144 211    | 143 610    | 143 746    | 143 758    | 144 425    | 144 695    | 145 570    | -          | -          | -          | -          | -          | -          |

## Административное устройство

Муниципалитеты района Бамберг (Бавария)

В состав района входят в общей сложности 36 общин (муниципалитетов), в том числе четыре городских, восемь ярмарочных и 24 сельских.
Тринадцать общин района объединены в пять административных сообществ. На территории района также расположены 10 межобщинных (неинкорпорированных, некорпоративных, невключённых) территорий (региональный шифр — 09471444: 0	чел.,	8820.77	га).

### Городские общины
1. Баунах (4005	чел.,	3213.66	га)
2. Халльштадт (8330	чел.,	1460.49	га)
3. Шеслиц (7176	чел.,	9488.48	га)
4. Шлюссельфельд (5872	чел.,	7024.75	га)

### Ярмарочные общины
1. Бургвиндхайм (1273	чел.,	3737.68	га)
2. Бургебрах (6673	чел.,	8785.86	га)
3. Буттенхайм (3549	чел.,	3005.84	га)
4. Раттельсдорф (4592	чел.,	3960.07	га)
5. Хайлигенштадт-ин-Оберфранкен (3538	чел.,	7671.08	га)
6. Хиршайд (12097	чел.,	4099.17	га)
7. Цапфендорф (5095	чел.,	3054.28	га)
8. Эбрах (1806	чел.,	3225.97	га)

### Общины
1. Альтендорф (2026	чел.,	870.44	га)
2. Бишберг (5996	чел.,	1754.53	га)
3. Брайтенгюсбах, (4513	чел.,	1684.84	га)
4. Вальсдорф (2616	чел.,	1622.73	га)
5. Ваттендорф (662	чел.,	2223.65	га)
6. Герах (925	чел.,	777.56	га)
7. Гундельсхайм (3367	чел.,	377.24	га)
8. Кеммерн (2595	чел.,	827.21	га)
9. Кёнигсфельд (1309	чел.,	4284.5	га)
10. Лаутер (1151	чел.,	1239.78	га)
11. Лисберг (1803	чел.,	835.47	га)
12. Литцендорф (6055	чел.,	2585.9	га)
13. Меммельсдорф (8831	чел.,	2624.52	га)
14. Оберхайд (4582	чел.,	2704.78	га)
15. Петтштадт (1968	чел.,	987.84	га)
16. Поммерсфельден (2933	чел.,	3570.34	га)
17. Призендорф (1505	чел.,	834.65	га)
18. Реккендорф (2047	чел.,	1305.84	га)
19. Фирет-Трунштадт (3696	чел.,	1582.77	га)
20. Френсдорф (4961	чел.,	4400.51	га)
21. Шёнбрунн-им-Штайгервальд (1862	чел.,	2469.42	га)
22. Штадельхофен (1227	чел.,	4110.7	га)
23. Штегаурах (6978	чел.,	2390.73	га)
24. Штруллендорф (7956	чел.,	3169.56	га)

### Межобщинные территории
1. 09471453—Эйхвальд (нем. Eichwald) (0	чел.,	433.34	га)
2. 09471461—Винкельхофер-Форст (нем. Winkelhofer Forst) (0	чел.,	851.79	га)
3. 09471454—Гайсбергер-Форст (нем. Geisberger Forst) (0	чел.,	1032.28	га)
4. 09471459—Земберг (нем. Semberg) (0	чел.,	450.17	га)
5. 09471456—Коппенвиндер-Форст (нем. Koppenwinder Forst) (0	чел.,	1290.62	га)
6. 09471457—Линдах (нем. Lindach) (0	чел.,	623.84	га)
7. 09471455—Хауптсмор (нем. Hauptsmoor) (0	чел.,	2084.07	га)
8. 09471462—Цюксхутер-Форст (нем. Zückshuter Forst) (0	чел.,	578.17	га)
9. 09471460—Штайнахсранген (нем. Steinachsrangen) (0	чел.,	574.5	га)
10. 09471452—Эбрахер-Форст (нем. Ebracher Forst) (0	чел.,	902	га)

### Объединения общин

#### Административное сообществоБаунах
1. Баунах (3 943)
2. Герах (996)
3. Лаутер (1 123)
4. Реккендорф (1 984)

#### Административное сообществоБургебрах
1. Бургебрах (6 448)
2. Шёнбрунн-им-Штайгервальд (1 945)

#### Административное сообществоЛисберг
1. Лисберг (1 771)
2. Призендорф (1 519)

#### Административное сообществоШтайнфельд
1. Ваттендорф (707)
2. Кёнигсфельд (1 368)
3. Штадельхофен (1 261)

#### Административное сообществоЭбрах
1. Бургвиндхайм (1 456)
2. Эбрах (1 878)

### Упразднённыеобщинные объединения
1. Административное сообщество Френсдорф
2. Административное сообщество Штегаурах

Данные о населении приведены по состоянию на 31 декабря 2015 года (по административным сообществам — на 31 декабря 2010 года).
Данные о территории приведены по состоянию на 31 декабря 2015 года.

## Достопримечательности
- Пещера девственниц

## Внешние ссылки
- Инструкция по русской передаче немецких географических названий
- Официальная страница  (нем.)
- Атлас Баварии  (нем.)
- Топографический атлас Баварии  (нем.)
- Бамберг (район) в Немецкой национальной библиотеке.  (нем.)
- Район Бамберг: история создания герба  (нем.)
- Район Бамберг: статистические сведения  (нем.)
- Портал Бавария: Бамберг Landratsamt Bamberg  (нем.)
- Портал Бавария: Общины и административные сообщества района Бамберг Landkreis Bamberg  (нем.)